# Wavetek

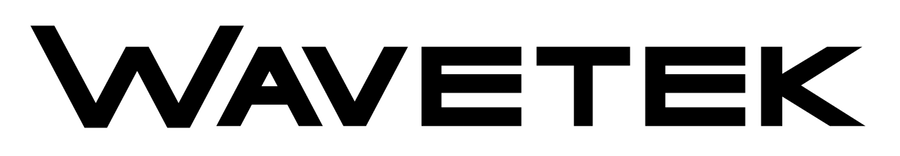
Logo

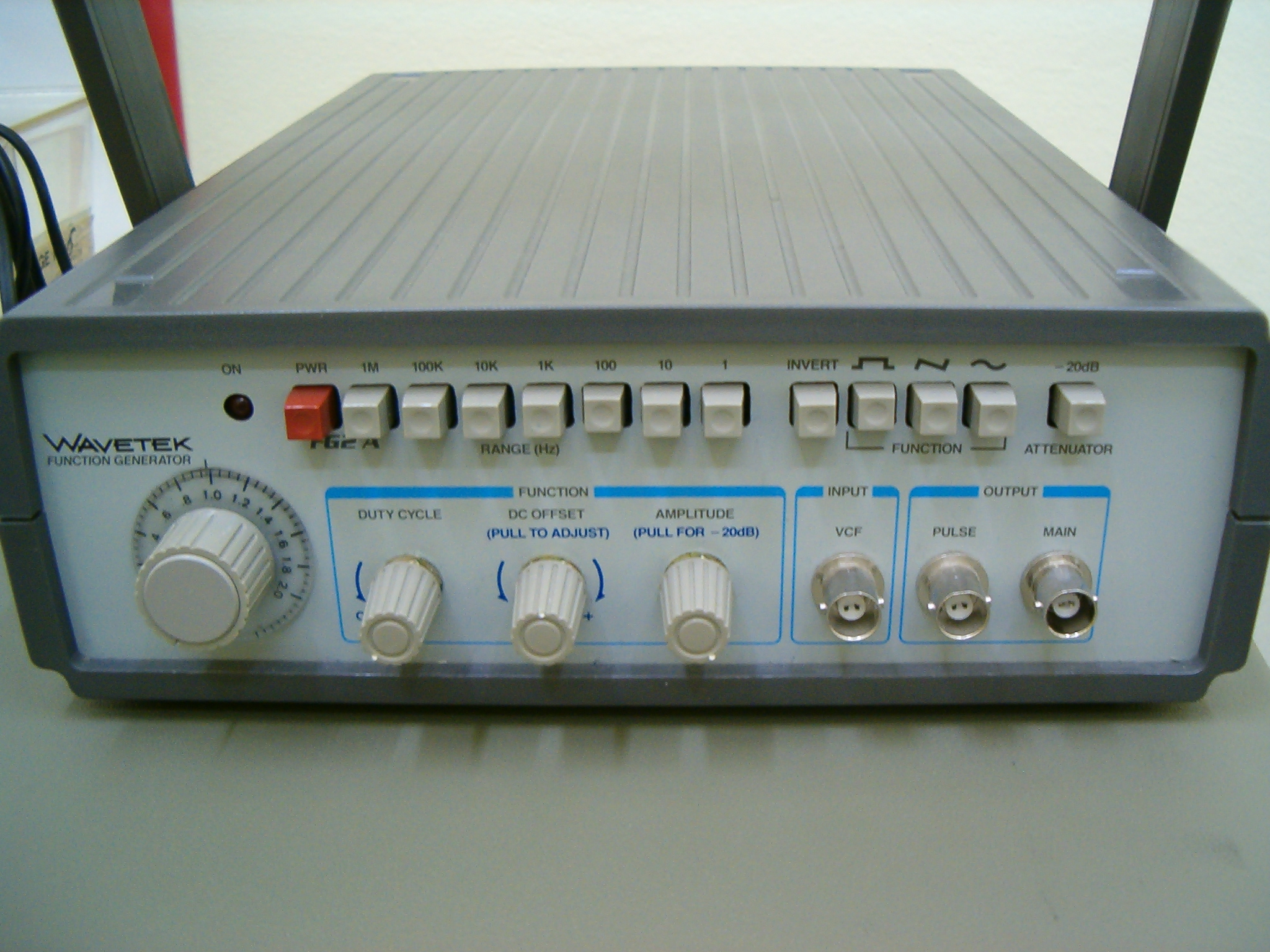
Funktionsgenerator von Wavetek

Wavetek war ein amerikanischer Hersteller von elektronischen Messgeräten, insbesondere von Funktionsgeneratoren.

## Geschichte
Inoffiziell gegründet wohl bereits 1962, jedoch offiziell registriert beim Secretary of State of California im Jahr 1963, gehörte Wavetek in der zweiten Hälfte des 20. Jahrhunderts für mehrere Jahrzehnte zu den bedeutenden Herstellern von elektronischen Messgeräten. Obwohl der Funktionsgenerator hier nicht erfunden wurde, galt der Firmenname lange Zeit nahezu als ein Synonym für diese spezielle Form von Signalgeneratoren, mit denen man nahezu beliebige Wellenformen erzeugen konnte.
Außer Funktions-, Signal- und Wobbelgeneratoren wurden auch Oszilloskope, Frequenzzähler, Spektrumanalysatoren, Voltmeter, Multimeter, Monitore und Datenerfassungssysteme hergestellt.
Gegen Ende des Jahrhunderts wurde die finanzielle Lage immer schwieriger. Im Jahr 1998 übernahm der in Reutlingen ansässige deutsche Hersteller von Mess- und Kommunikationstechnik Wandel & Goltermann (W&G) die Firma und es entstand Wavetek Wandel & Goltermann (WWG). Nur zwei Jahre später, im Jahr 2000, wurde diese Produktlinie vom amerikanischen Messgerätehersteller Fluke erworben. Ab 2010 firmierte Wavetek dann unter dem Namen Willtek Communications, bevor es in Aeroflex aufging.